# George Herriman
George Joseph Herriman (Nova Orleans, Louisiana, 22 de agosto de 1880 – Los Angeles, Califórnia, 25 de abril de 1944) foi um cartunista estadounidense, mais conhecido por sua tira Krazy Kat.

## Vida
Foi um cartunista mais conhecido pela história em quadrinhos Krazy Kat (1913–1944). Mais influente do que popular, Krazy Kat tinha um público apreciativo entre os artistas. O artigo de Gilbert Seldes, "The Krazy Kat Who Walks by Himself", foi o primeiro exemplo de um crítico das grandes artes dando atenção séria a uma história em quadrinhos. O Comics Journal colocou a tira em primeiro lugar em sua lista dos maiores quadrinhos do século XX. O trabalho de Herriman foi uma influência primária em cartunistas como Will Eisner, Charles M. Schulz, Robert Crumb, Art Spiegelman, Bill Watterson e Chris Ware.
Herriman nasceu em Nova Orleans, Louisiana, filho de pais mestiços crioulos, e cresceu em Los Angeles. Depois de se formar no ensino médio em 1897, ele trabalhou na indústria jornalística como ilustrador e gravador. Ele mudou-se para cartuns e histórias em quadrinhos - um meio então em sua infância - e desenhou uma variedade de tiras até apresentar seu personagem mais famoso, Krazy Kat, em sua tira The Dingbat Family em 1910. Uma tira diária de Krazy Kat começou em 1913, e a partir de 1916 a tira também apareceu aos domingos. Era conhecido por seu diálogo poético e dialeto; seus fundos fantásticos e inconstantes; e seus layouts de página experimentais e arrojados.

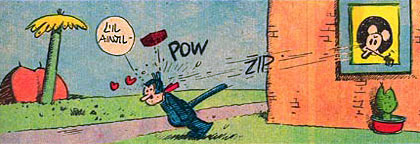
A partir de 1935, Krazy Kat correu em cores. (7 de novembro de 1937)

No motivo principal e dinâmico da tira, Ignatz Mouse jogou tijolos em Krazy, que a ingênua e andrógina Kat interpretou como símbolos de amor. Conforme a tira avançava, um triângulo amoroso se desenvolveu entre Krazy, Ignatz e Offisa Pupp. Pupp assumiu como missão impedir Ignatz de atirar tijolos em Krazy, ou prendê-lo por ter feito isso, mas seus esforços foram impedidos perpetuamente porque Krazy desejava ser atingido pelos tijolos de Ignatz.
Herriman viveu a maior parte de sua vida em Los Angeles, mas fez viagens frequentes aos desertos Navajo no sudoeste dos Estados Unidos. Ele foi atraído pelas paisagens de Monument Valley e Enchanted Mesa, e fez do condado de Coconino o local de suas tiras Krazy Kat. Seu trabalho artístico fez muito uso de temas e motivos navajos e mexicanos em cenários de deserto em constante mudança. Ele foi um prolífico cartunista que produziu um grande número de tiras e ilustrou os livros de poesia de Don Marquis sobre Archy e Mehitabel, um gato de rua e uma barata. William Randolph Hearst, magnata dos jornais foi um defensor de Herriman e deu-lhe um contrato vitalício com o King Features Syndicate, o que garantiu a Herriman uma vida confortável e uma saída para seu trabalho, apesar de sua falta de popularidade.